# 壽寧待志
《壽寧待志》，是明朝末年馮夢龍擔任福建壽寧縣知縣四年時所私編著的地方志，除記載壽寧縣史地政經、風土人文外，還有作者宦遊福建的施政活動與政治思想，是別開一格的地方志書，也是藉志立傳的自傳筆記。

## 名稱
斷代體方志一般以“續志”為名，所敘述的時間始於舊志斷修之後，止于續修時的地方情況。而馮夢龍修志以“待志”為名而不言“續志”，自言為「吾以待其人」。

## 體例
《壽寧待志》的敘述整體上橫排門類，縱貫時間，遵循依類系事，事以類聚的原則。結構大體由“小引”、“正文”、“附舊志考誤”三部分構成。小引即該志序言，馮夢龍在小引中除了對取名“待志”做解釋外，並闡發自己的方志學見解。
在志目結構考察，《待志》為平目體方志。早在晉朝時常璩的《華陽國志》即為平目體，因結構簡潔清晰，適合用於撰寫內容和字數都較少的志書。該體式宋元以前應用較為普遍，清中葉以後逐漸減少。

## 內容
全書分上下兩卷，字數在五萬左右。上卷包括〈疆域〉、〈城隘〉、〈縣治〉、〈學宮〉、〈香火〉、〈土田〉、〈戶口〉、〈升科〉、〈賦稅〉、〈恩典〉、〈積貯〉、〈兵壯〉、〈鋪遞〉、〈獄訟〉、〈鹽法〉、〈物產〉、〈風俗〉、〈歲時〉等十八目，下卷包括〈裡役〉、〈都圖〉、〈官司〉、〈貢舉〉、〈坊表〉、〈勸誡〉、〈佛宇〉、〈祥瑞〉、〈災異〉、〈虎暴〉等十目。書中主要內容可以分為三部分。

### 地方方志
馮夢龍免去地方志稱功頌德的長篇序言，只以一小引闡明宗旨，並核實舊志，訂正前志的若干錯誤，也據事直書，反映認真的史學觀點和時事求是。也不同一般官書的方志，《壽寧待志》對當地風土民情、異事逸聞等涉筆記之，地方色彩濃厚、趣味性強烈。

### 自身政績
早在馮夢龍編纂三言時，就透過一些人物形象以寄託他的政治理想。在他當任知縣時，就成為施政的出發點。他根據壽寧嶺峻溪深，民貧俗儉的特點，提出主張“險其走集，可使無寇；寬其賦役，可使無饑；省其讞牘，可使無訟”，採取簡政輕賦與民休息的治理手段，如〈條呈〉為提出減輕民眾每十年造黃冊的負擔。
書中還收錄馮夢龍的〈禁溺女告示〉文告，以白話文書寫，無文牘味，內容為馮夢龍下令嚴禁壽寧素有溺女陋俗，並捐俸獎賞收養棄嬰之家，使此風稍息。
此書還記載兩件馮夢龍的辦案。其一為微服查訪查清誣告之案；另一為智擒當地惡霸。

### 自身詩作
書收有馮夢龍八首未見過的抒懷詩作。有反映其極奮發想的心情，如〈紀雲〉；有流露出感肘掣於地方，幅窘於資格的痛苦，如〈石門隘〉；有披露晚明朝廷橫徵暴歛，如〈竹米詩〉兩首、〈瑞禾〉兩首。

## 刊本
原刊本在中國失傳許久，幸日本尚有傳本。之後，1983年，陳煜奎據微縮膠捲校正，給福建人民出版社出版《壽寧待志》排印本。